# Hermann (Hohenzollern-Hechingen)

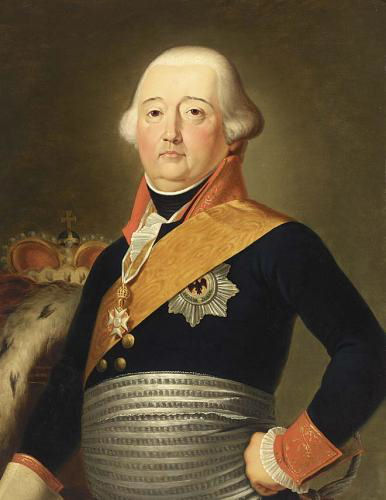
Fürst Hermann von Hohenzollern-Hechingen vor Fürstenhut und Hermelinmantel, mit Rotem und Schwarzem Adlerorden

Hermann Maria Friedrich Otto von Hohenzollern-Hechingen (* 30. Juli 1751 in Lockenhaus, Burgenland, Österreich; † 2. November 1810 in Hechingen) war ab 1798 siebter Reichsfürst und erster souveräner Fürst von Hohenzollern-Hechingen.

## Leben
Hermann wohnte vor seinem Regierungsantritt in Hechingen im saarländischen Dagstuhl. Wohnsitz war das dortige Schloss Dagstuhl. Er vermittelte die Ehe von Friedrich III. Johann Otto zu Salm-Kyrburg (1745–1794) und Johanna Franziska von Hohenzollern-Sigmaringen (1765–1790). Bei deren Hochzeit 1781 in Straßburg lernten sich Erbprinz Anton Aloys von Hohenzollern-Sigmaringen (1762–1831), der Bruder der Braut, und Amalie Zephyrine von Salm-Kyrburg (1760–1841) kennen und verlobten sich.
Fürst Hermann war mit den Verhältnissen des Landes vertraut, als er im April 1798 an die Regierung kam. Er war in den Österreichischen Niederlande aufgewachsen, wo sein Vater Franz Xaver von Hohenzollern-Hechingen (1719–1765) als kaiserlicher Offizier stand. Von seiner Mutter, der Gräfin Anna Maria von Hoensbroech-Geulle (8. Mai 1729 – 26. September 1798), erbte Fürst Hermann deren niederländische Besitzungen, von seiner zweiten, früh verstorbenen Gemahlin, der niederländischen Prinzessin von Gavre, Marquise d'Aysseau, hatte er eine Million Franken geerbt.
Seine erste Gattin, die Gräfin Luise von Merode, Marquise von Westerlo, hatte er nach nur einjähriger Ehe durch den Tod verloren und war seit 1779 in dritter Ehe mit der Gräfin Maria Antonia von Waldburg-Zeil-Wurzach verheiratet.
Er versuchte, nach der Abtretung des linken Rheinufers an Frankreich, bei den Entschädigungsverhandlungen Berücksichtigung zu finden. Hermann erhielt schließlich von der Reichsdeputation als Ersatz für die verlorenen belgischen Besitzungen seiner Mutter die Herrschaft Hirschlatt bei Tettnang und das Kloster Gnadenthal in Stetten. Er verwendete Geld für die Verschönerung von Hechingen und die Verbesserung der Landstraßen. Alle seine Aktivitäten nach außen dienten dem Ziel, die Geschicke seines Hauses zu verbessern.
Fürst Hermann war Generalfeldmarschallleutnant der Reichsarmee und Generalleutnant der preußischen Armee. So schwierig sich die äußere Situation des Fürstentums in der Zeit zwischen dem Rastatter Kongress und dem Reichsende darstellte, so entspannend war der Einstand des Fürsten im Innern. Gleich nach seinem Regierungsantritt nahm er die Friedensverhandlungen mit den Landgemeinden auf, schloss auf der Grundlage des Stadtvergleichs von 1795 am 26. Juni in Hechingen den Landesvergleich und entließ an diesem Tage, …..dem heutigen erfreulichen Huldigungsfeste aus eigener freier Bewegung sämtliche Untertanen der Leibeigenschaft, von welcher Gnade jedoch das Dorf Bisingen, weil es dem Vergleich nicht beigetreten, auch bei der Huldigung nicht erschienen, ausgeschlossen war (seither tragen die Bisinger den Spitznamen „Nichthuldiger“). Der Fürst beschränkte seine Jagd auf drei Tiergärten, außerhalb durfte es von Gemeindeschützen geschossen werden, die unbegrenzten Jagd- und Hagfronen wurden in „gemessene“ oder Geld verwandelt. Die Leibeigenschaft war als rechtliche Abhängigkeit aufgehoben, die daraus entspringenden Lasten blieben jedoch. Der Hauptfall wurde auf fünf Prozent des Nachlasses festgesetzt. Die Untertanen erhielten das Recht, in allgemeiner Wahl zwölf Deputierte zu bestimmen, denen das Recht zustand, die Steuern zu kontrollieren und Einspruchsvorschläge zu machen. Den Juden gab der Fürst, auf Rat seines Hoffaktors Jakob Kaulla (siehe auch Karoline Kaulla) „gegen angemessene Remuneration an die Hofkammer“ einen neuen Schutzbrief auf 40 Jahre. Dem Fürst gelang so die Beilegung des Untertanenkonfliktes binnen weniger Wochen.
Fürst Hermann war nicht generell ein Mann des Kompromisses, er war eine eher bizarre Persönlichkeit, seiner Natur nach argwöhnisch, kleinlich; er kümmerte sich äußerst pedantisch um alle Einzelheiten der Verwaltung. Er liebte, dem Zeitgeschmack entsprechend, die Zurückgezogenheit in der Natur, vorzugsweise im Jagdschlösschen Friedrichstal. Er war ein stets geschäftiger, vigilanter Patriarch, unter dem der kleinfürstliche Absolutismus einen letzten Höhepunkt erreichte. Die Rheinbundakte rettete die selbständige Existenz des Hechinger Fürsten, jedoch wurde ihm keinerlei Vergrößerung, weder an Besitz- noch an Souveränitätsrechten zuteil. Er empfand dies als krasse Zurücksetzung und Benachteiligung seiner, der älteren Linie des Hauses. Tief gebeugt durch die Demütigung Preußens und Österreichs starb am 2. November 1810 Fürst Hermann Friedrich Otto.

## Nachkommen
Fürst Hermann Friedrich Otto war dreimal verheiratet. Am 18. November 1773 heiratete  er in Maastricht Luise (1747–1774), Tochter des Comte Jean Guillaume de Merode, Marquis de Westerloo (1722–1763). Mit ihr hatte er eine Tochter:
- Luise Juliane Konstantine (1774–1846)

⚭ 1806 Freiherr Ludwig Heer von der Burg (1776–1833)
In zweiter Ehe heiratete er am 15. Februar 1775 in Brüssel Maximiliane (1753–1778), Tochter des François Joseph Rasse, 2. Prince de Gavre. Das Paar hatte einen Sohn:
- Friedrich (1776–1838), Fürst von Hohenzollern-Hechingen

⚭ 1800 Prinzessin Pauline Biron von Kurland (1782–1845)
Seine dritte Frau wurde am 26. Juli 1779 in Dagstuhl die Maria Antonia (1753–1814), Tochter des Grafen Franz Ernst von Waldburg zu Zeil und Wurzach. Das Paar hatte folgende Kinder:
- Marie Antonie Philippine (1781–1831)

⚭ 1803 Graf Friedrich Ludwig von Waldburg-Capustigall (1776–1844)
- Theresia (*/† 1784)
- Theresia (1786–1810)
- Maria Maximiliane Antonie (1787–1865)

⚭ 1. 1811 Graf Eberhard von Waldburg zu Zeil und Wurzach (1778–1814)
⚭ 2. 1817 Graf Klemens Josef von Lodron-Laterano (1789–1861)
- Josephine (1790–1856)

⚭ 1811 Graf Ladislaus Festetics de Tolna (1785–1846)